# Marquesat de la Mesa de Asta
El Marquesat de la Mesa de Asta és el títol nobiliari espanyol que el rei Carles II concedí el 6 d'agost de 1691 a Diego Luis de Villavicencio y Zacarias. El seu nom es refereix a Mesas de Asta, al municipi andalús de Jerez de la Frontera, a la província de Cadis, lloc on es trobava l'antiga ciutat d'Asta Regia.

## Marquesos de la Mesa de Asta
|                       | Titular                                                             | Període               |
| Creació per Carles II | Creació per Carles II                                               | Creació per Carles II |
| --------------------- | ------------------------------------------------------------------- | --------------------- |
| I                     | Diego Luis de Villavicencio y Zacarías                              | 1691-                 |
| II                    | Bartolomé Núñez de Villavicencio y Zacarías                         |                       |
| III                   | María Josefa de Villavicencio y Zacarías                            |                       |
| IV                    | Lorenzo Fernández de Villavicencio                                  |                       |
| V                     | Lorenzo Justino Fernández de Villavicencio y Núñez de Villavicencio |                       |
| VI                    | Lorenzo Fernández de Villavicencio y Cañas                          |                       |
| VII                   | María Eulalia Fernández de Villavicencio y del Corral               |                       |
| VIII                  | Lorenzo Piñeyro y Fernández de Villavicencio                        | ¿?-1922               |
| IX                    | Enrique Piñeyro Queralt                                             | 1922-1960             |
| X                     | Alfonso Piñeyro y Fabra                                             | 1962-1989             |
| XI                    | María de la Luz Piñeyro y Magaz                                     | 1989-actual titular   |

## Història dels marquesos de la Mesa de Asta
- Diego Luis de Villavicencio y Zacarías, I marquès de la Mesa de Asta
- Bartolomé Núñez de Villavicencio y Zacarías,
- María Josefa de Villavicencio y Zacarías,
- Lorenzo Fernández de Villavicencio,
- Lorenzo Justino Fernández de Villavicencio y Núñez de Villavicencio,
- Lorenzo Francisco Fernández de Villavicencio y Cañas (1778-1859), VI marquès de la Mesa de Asta, VII comte de Belmonte del Tajo, IX duc del Parque, VIII principe della Sala di Partinico, III duc de San Lorenzo de Valhermoso, XII marquès de Vallecerrato, VII marquès de Castrillo, V marquès de Casa Villavicencio, X baró de Regiulfo. Una vegada vidu de la seva primera esposa, la VIII duquessa del Parque i havent heretat la majoria dels seus títols es casà novament amb Josefa del Corral García.[1]

El va succeir en aquest títol la seva filla:
- María Eulalia Fernández de Villavicencio y del Corral, VII marquesa de la Mesa de Asta.

1. Casó con Tomás Piñeiro y Aguilar, IX marquès de Bendaña, Gran d'Espanya. Li succeí el seu fill:

- Lorenzo Piñeyro y Fernández de Villavicencio, Gran d'Espanya, VIII marquès de la Mesa de Asta, X marquès de Bendaña.

1. Casat amb María Dominga de Queralt y Fernández-Maquieira, II comtessa de Torralba de Aragón i III marquesa de Bonanaro (ambdós per rehabilitació a favor seu en 1925). Van tenir com a fills:
  1. Lorenzo Piñeyro y de Queralt (1894-1921), II marquès de Albolote (per rehabilitació en 1915) casat amb María de los Milagros Fernández de Córdoba y Álvarez de las Asturias-Bohorques i el seu únic fill fou Lorenzo Piñeyro y Fernández de Córdoba, Gran d'Espanya i XI marquès de Bendaña (per herència del seu avi patern) i IV comte de Torralba de Aragón (per herència del seu oncle patern).
  2. Buenaventura Piñeyro y de Queralt (1900-1947), III comte de Torralba de Aragón. A la seva mort heretà el títol el seu nebot.
  3. Zenaida Piñeyro y de Queralt (1895-1988), IV marquesa de Bonanaro
  4. Enrique Piñeyro Queralt (1898-1960) el succeí com a IX marquès de la mesa de Asta per cessió del títol (1922).[2]

- Enrique Piñeyro i Queralt (1898-1960), IX marquès de la Mesa de Asta

1. Casat amb María de la Paz Fabra y Monteys. Li succeí el seu fill:

- Alfonso Piñeyro y Fabra,  X marquès de la Mesa de Asta, des de 1962 a 1989.

1. Casat amb María Victoria de Magaz y del Río-Pinzón. El succeí la seva filla:

- María de la Luz Piñeyro y Magaz,  XI marquesa de la Mesa de Asta, des de 1989.[3]